# Francesca Morvillo
Francesca Laura Morvillo (Palermo, 14 de diciembre de 1945 - Ibídem., 23 de mayo de 1992) fue una magistrada y académica italiana, esposa del juez Giovanni Falcone. Falleció con éste y sus tres guardaespaldas víctimas del atentado perpetrado por la mafia al paso de su coche en Palermo. Ha sido la única magistrada asesinada en Italia.

## Biografía
En 1967 se licenció en Derecho por la Universidad de estudios de Palermo, obteniendo las más altas calificaciones y honores académicos. Su desarrollo académico le hizo merecedora del premio Giuseppe Maggiore a la mejor tesis doctoral en disciplinas penales para el año académico 1966-1967.
Como su padre Guido, fiscal adjunto en Palermo, y su hermano Alfredo en ese entonces, decidió ingresar al poder judicial. Durante su carrera desempeñó las funciones de juez del tribunal de Agrigento, fiscal adjunto de la República en el Tribunal de Menores de Palermo, consejera del Tribunal de Apelación de Palermo y miembro de la Comisión para el concurso de acceso en el poder judicial.
Francesca Morvillo también fue profesora de la Facultad de Medicina y Cirugía de la Universidad de Palermo, como profesora de Derecho del Menor en la Escuela de Especialización en Pediatría.
En 1979, después de un primer matrimonio que terminó en separación, Francesca Morvillo conoció a Giovanni Falcone, en ese momento juez de instrucción del tribunal de Palermo. En 1983 empezaron a vivir juntos en la casa de via Notarbartolo. Habiendo obtenido sus respectivos divorcios, contrajeron matrimonio en mayo de 1986 con ceremonia civil reservada oficiada por Leoluca Orlando. Uno de los testigos fue el juez Antonino Caponnetto. A partir de 1989 su hermano Alfredo Morvillo comenzó a trabajar junto a Falcone.
El último compromiso profesional de Francesca Morvillo fue el 22 de mayo de 1992 en el Hotel Ergife Palace de Roma, como miembro de la comisión examinadora en un concurso de acceso al poder judicial.
Después del Maxi Proceso, Falcone había aceptado un puesto en la corte de Roma, pero continuaba viajando a Sicilia los fines de semana. En uno de esos viajes, en la tarde del 23 de mayo de 1992, su vuelo aterrizaba en el Aeropuerto de Palermo-Punta Raisi después de un viaje de 53 minutos. Acompañados el matrimonio de varios guardaespaldas, se internaron por la autopista A29 Palermo- Trapani, donde en las inmediaciones del cruce de Capaci, fueron víctimas de un atentado terrorista mortal perpetrado por la mafia. Una carga explosiva de mil kilos de TNT hizo implosionar el sector de la autopista por el que pasaban, dando de lleno la explosión en el coche escolta que les precedía. Su automóvil se estrella contra la columna de escombros que se eleva después de la explosión, siendo disparados contra el parabrisas.
Francesca Morvillo, aún con vida tras la explosión y el accidente, fue trasladada primero al hospital de Cervello y luego trasladada al Civic, en el departamento de neurocirugía, donde fallecería esa noche debido a las graves lesiones internas. Su reloj se había detenido en el momento de la explosión, a las 17:58 horas. Fue enterrada con su marido en la capilla de la familia Falcone en el cementerio de Sant'Orsola. Fue trasladada posteriormente, el 3 de junio de 2015, al Panteón de Palermo, junto a Falcone.